# Accidente ferroviario de Altamirano de 1964
El accidente ferroviario de Altamirano de 1964 fue un incidente que se produjo entre una formación de pasajeros y otra formación de cargas. Ocurrió a pocos metros de la estación Altamirano

## Hechos
El hecho se desencadenó a las 3.50 del 1 de febrero de 1964, cuando la formación de pasajeros denominado La Luciérnaga viajaba con destino a la Capital Federal con 1040 pasajeros a bordo y a una velocidad de 100 km/h.
El tren iba a esa velocidad convencido de que tenía vía libre. Pero a solo unos 250 metros al norte de la estación Altamirano se encontraba un tren de cargas esperando el paso de la otra formación. El cambio de agujas falló y desvió a La Luciérnaga directo al carguero: el estampido fue seco y un fogonazo se vio en medio de la oscuridad.
Al menos 34 personas murieron en el funesto topetazo de las máquinas.